# 아오지마정
아오지마정(일본어: 青島町)은 일본 시즈오카현의 중부, 시다군에 속했던 정이다. 현재의 후지에다시 남부에 해당한다.

## 역사
- 1889년 4월 1일 - 정촌제 시행에 의해 시다군 아오지마촌이 성립하였다.
- 1922년 1월 1일 - 정으로 승격해 아오지마정이 되었다.
- 1954년 3월 31일 - 후지에다정, 다카쓰촌, 이나바촌, 오스촌, 하나시촌과 합병해, 후지에다시가 성립하여, 동일 아오지마정은 폐지되었다.

「아오지마정 탄생」
다이쇼 11년의 역 앞 거리. 사진에 보이는 만국기와 일출 모양의 장식은 정촌제 시행으로 단장한 '아오지마정'을 축하하기 위한 것이었다.

 — 『사진집 메이지 다이쇼 쇼와 후지에다』「고향의 추억 75」昭和30년 발췌

## 교통

### 철도
- 일본국유철도
  - 도카이도 본선

### 도로
- 국도 제1호선

## 참고 문헌
- 가도카와 일본 지명 대사전 22 静岡県

1. ↑  八木洋行・野本寛一 공편『사진집 메이지 다이쇼 쇼와 후지에다』「고향의 추억 75」昭和30년, 국립국회도서관 소장 도서, 2018.4.3 열람.